# L'Écologiste sceptique
 (juillet 2019).
L'Écologiste sceptique : Le Véritable état de la planète (titre original en danois : Verdens Sande Tilstand ; littéralement L'état véritable du monde) est un ouvrage polémique de Bjørn Lomborg, un professeur de sciences politiques danois, publié en 1998. L'auteur y défend une thèse selon laquelle un certain nombre d'affirmations sur le réchauffement climatique, la surpopulation, la raréfaction des ressources énergétiques, la déforestation, l'extinction des espèces, le manque d'eau, et d'autres questions liées à l'environnement, ne reposent pas sur une analyse pertinente des données disponibles. Après sa publication originelle en danois, le livre est traduit en anglais en 2001, puis en français en 2004.
En raison de l'étendue du projet, de la grande diversité des sujets traités ainsi que de la variété de ses sources, conclusions et commentaires, cet ouvrage entre difficilement dans le cadre strict d’une discipline ou d'une méthodologie scientifique. La classification de ce livre comme essai de sciences environnementales est à l'origine des controverses et débats qu'il a suscités.

## Conclusions
Lomborg termine son ouvrage par une nouvelle inspection de la litanie et conclut que l'état du monde est bien meilleur que le prétend la litanie. Selon l'auteur, cette situation inversée pose un problème parce que les affirmations alarmistes amènent l'attention de l'humanité sur des problèmes mineurs et la détourne des questions importantes. Cela pourrait même conduire, de son point de vue, à mettre en place des stratégies inadaptées qui pourraient avoir des effets néfastes pour l'humanité. Les  ressources consacrées à cette politique devraient être utilisées pour que les pays pauvres puissent dépasser leurs problèmes économiques et ainsi résoudre les problèmes de la déforestation, de la famine, de la pollution et de la pénurie d'eau. Il ajoute également que le fait d'investir dans des technologies pour produire des énergies renouvelables serait une meilleure utilisation des fonds. Lomborg exhorte les responsables à considérer les vrais problèmes afin de résoudre ceux que souligne la litanie.

## Réactions
Le livre était controversé avant même d'être publié en anglais. Il y eut même des pressions sur Cambridge University Press pour qu'elle ne le publie pas. Une fois distribué, il a provoqué des réactions extrêmes dans les milieux scientifiques et dans les médias. De façon générale, les groupes pour la protection de l'environnement étaient très critiques. Plusieurs sites Internet sont consacrés exclusivement à dénombrer et détailler les erreurs du livre.

## Critiques

### Critiques sur le matériau et la méthode
En janvier 2002, le Scientific American a regroupé une série d'articles par plusieurs scientifiques prétendant que Lomborg ne traduit ni le point de vue des scientifiques, ni l'opinion scientifique. Le magazine a autorisé un droit de réponse d'une page dans leur numéro de mai 2002. Une version plus complète de son droit de réponse a été publiée sur le site de l'auteur, puis en ligne sur le site du Scientific American.
Le magazine Nature a également publié un article sévère sur le livre de Lomborg. Stuart Pimm du Center for Environmental Research and Conservation à Columbia University et Jeff Harvey de l'Institut de l'écologie de Hollande y écrivent : « Le texte emploie la stratégie de ceux qui, par exemple, veulent faire entendre que les homosexuels ne meurent pas du Sida ou que les juifs n'ont pas été sélectionnés par les nazis pour leur extermination ».
L'Union of Concerned Scientists (UCS), un groupe politique, déclara que le livre de Lomborg était rempli d'erreurs et n'était pas à la hauteur des standards d'analyse scientifique. Ils soulignaient en particulier la volonté de Lomborg d'ignorer que des millions de personnes n'ont pas d'accès à l'eau potable parmi d'autres manipulations des données. Leur appréciation du livre était qu'il était conçu à partir de jugements de valeurs personnels déguisés en affirmations scientifiques.

### Critique de la nature irréaliste des conclusions
Le correspondant de la BBC pour l'environnement, Alex Kirby, écrivit le 23 août 2001 : « Je ne suis ni un statisticien, ni un scientifique, et il me manque la capacité d'évaluer le sort que fait Lomborg à la sagesse conventionnelle. Mais je m'inquiète cependant que pour chacun des sujets qu'il aborde, il parvienne à une conclusion radicalement différente d'à peu près tout le monde. Cela semble indiquer que la plupart des scientifiques ont tort, ont la vue courte, sont naïfs et intéressés uniquement à trouver des fonds pour leurs recherches, et qu'ils ne dansent que sur la musique de ceux qui font campagne pour l'environnement. La plupart de ceux que je connais sont pourtant honnêtes, intelligents et compétents. Il me semble donc qu'il est difficile de croire que le professeur Lomborg soit le seul à être dans le rythme tout le temps. » Il ajoute plus loin : « Dans le monde très rationnel où Lomborg pense que nous habitons tous, nous devrions gérer les problèmes un par un. Mais le vrai monde est beaucoup plus désordonné, imprévisible et impatient ».
Le 5 septembre 2001, l'environnementaliste Mark Lynas jeta une tarte à la crème au visage de Lomborg. Le 9 septembre 2001, il justifia son acte dans son article : « Pourquoi j'ai entarté Lomborg » : « Lomborg s'est spécialisé dans la présentation de faux choix à ses lecteurs, comme l'affirmation que l'argent qui n'est pas dépensé pour empêcher le changement climatique pourrait être utilisé pour apporter de l'eau potable aux pays en voie de développement. Dans le monde réel, nous ne pouvons pas faire de tels choix. Pourquoi ne pas prendre aussi les 60 milliards de la guerre des étoiles du stupide fils de Bush pour sauver des vies en Éthiopie ? Parce que dans un monde où les choix politiques ne sont pas démocratiques sur un plan global, mais faits par un petit nombre de pays riches et d'entreprises, les pauvres et l'environnement ne seront jamais une priorité. »

### Accusation de malhonnêteté scientifique
Plusieurs scientifiques ont déposé une plainte contre Lomborg devant les comités danois contre la malhonnêteté scientifique (UVVU), des organes du ministère danois des technologies de l'information et de la recherche. Cette requête a alimenté la polémique autour de l'ouvrage et a servi de point de ralliement pour les partisans et les critiques de Lomborg et de son livre.

## Impact à long terme de l'ouvrage
L'Écologiste sceptique est devenu un livre à succès international en 2001 et 2002. Il a été dans la liste des lectures obligatoires dans le cursus de plusieurs universités. Dans les années qui suivirent, l'impact de Lomborg sur la politique de l'environnement s'est prolongé via son association avec le Copenhagen Consensus. 
Le second livre de Lomborg, Global Crises, Global Solutions est basé sur un projet qu'il a initié et qu'il préside, appelé le consensus de Copenhague, et comprenant huit économistes, incluant trois prix Nobel en économie (prix de la Banque de Suède en sciences économiques en mémoire d'Alfred Nobel), et traitant de problèmes globaux, par l'utilisation de l'analyse des données.